# Temporada 2015-2016 de la UE Figueres
La quarta temporada consecutiva a Tercera Divisió de la nova etapa de la Unió Esportiva Figueres va arrencar el 15 de juliol de 2015, amb l'inici de la pretemporada. La presentació oficial a l'estadi de Vilatenim va tenir lloc el 25 de juliol, en el partit amistós contra la UE Olot de la Segona Divisió B que va acabar amb 0 gols a 1 a favor dels garrotxins.
A la lliga, l'equip va fer una temporada discreta, i va quedar classificat a mitja taula. En canvi, a la Copa Catalunya l'equip va fer molt bon paper, i va arribar fins als quarts de final, on va caure derrotat pel FC Barcelona B de la Segona Divisió a la tanda de penals.

## Fets destacats
2015
- 25 de juliol: presentació oficial de l'equip a Vilatenim en l'amistós contra la UE Olot.[1]
- 23 d'agost: primera jornada de lliga, en l'empat sense gols al camp del Cerdanyola del Vallès FC.[5]
- 7 d'octubre: el Figueres cau derrotat a la tanda de penals contra el FC Barcelona B de la Segona Divisió a quarts de final de la Copa Catalunya.[3][4]

2016
- 15 de maig: última jornada de lliga, en la qual el Figueres derrota per 3 gols a 1 al camp del CF Muntanyesa.[6]

## Plantilla
| Núm. | Pos. |           | Jugador                               | Procedència       | Temporada |
| ---- | ---- | --------- | ------------------------------------- | ----------------- | --------- |
|      | POR  | Catalunya | Xavier Gallego Llauró (Gallego)       | CD Banyoles       | 2015-2016 |
|      | POR  | Catalunya | Aleix Prunés Aguilar (Prunés)         | CE Besalú         | 2015-2016 |
|      | DEF  | Catalunya | Antoni Cunill Pérez (Cunill)          | Palamós CF        | 2014-2015 |
|      | DEF  | Catalunya | Ramon Masó Vallmajó (Masó)            | AEC Manlleu       | 2014-2015 |
|      | DEF  | Catalunya | Narcís Pèlach Nadal (Pèlach)          | Palamós CF        | 2014-2015 |
|      | DEF  | Catalunya | Joaquim Rodríguez Vicens (Rodríguez)  | CE Farners        | 2014-2015 |
|      | DEF  | Catalunya | David Costa Rodríguez (Costa)         | juvenil           | 2015-2016 |
|      | DEF  | Catalunya | Sergi Romero Moreno (Romero)          | CF Peralada       | 2015-2016 |
|      | DEF  | Argentina | Santiago Varese Nafa (Varese)         | CE Farners        | 2015-2016 |
|      | MIG  | Catalunya | Pedro del Campo González (del Campo)  | Girona FC juvenil | 2010-2011 |
|      | MIG  | Catalunya | Ferran Grau Suñé (Grau)               | UE Olot           | 2011-2012 |
|      | MIG  | Catalunya | Ricard Mercader Frigola (Mercader)    | Palamós CF        | 2014-2015 |
|      | MIG  | Catalunya | Marc Serramitja Taberner (Serramitja) | Kristiansund BK   | 2014-2015 |
|      | MIG  | Catalunya | Roger Vidal Corominas (Vidal)         | UE Olot           | 2014-2015 |
|      | MIG  | Catalunya | Roger Brugué Ayguadé (Brugué)         | juvenil           | 2015-2016 |
|      | MIG  | Catalunya | Cristian Venzal Moreno (Venzal)       | Palamós CF        | 2015-2016 |
|      | MIG  | Catalunya | Èric Vilanova Gifra (Vilanova)        | UE Olot           | 2015-2016 |
|      | DAV  | Catalunya | Javier Revert Peris (Revert)          | Palamós CF        | 2014-2015 |
|      | DAV  | Catalunya | Adrià Casanova Clusells (Casanova)    | CD Banyoles       | 2015-2016 |
|      | DAV  | Catalunya | Mohamed Chabboura Houh (Chabboura)    | Girona FC B       | 2015-2016 |
|      | DAV  | Catalunya | Alexis Sánchez Ruiz (Sánchez)         | Girona FC B       | 2015-2016 |

Llegenda:  ·   Capità  ·   Juvenil  ·   Lesionat  ·   Altes  ·   Passaport europeu  ·   Extracomunitari  ·   Extracomunitari sense restricció
Altres jugadors utilitzats a la pretemporada i a la lliga: Josep Maria Chavarría Pérez (juvenil), Àlex Company Thiebaut (UE Quart), Gerard Fageda Soler (juvenil), Roger Torquemada Rodríguez (juvenil), Pau Valeros Rovira (CEF Gironès-Sàbat), Ivan Vargas Balmon (juvenil, va disputar minuts amb el primer equip a Tercera divisió)
| Baixes                     | Destinació             |
| Joan Ureña Bartrina        | CF Peralada            |
| Albert Reig Ricart         | UE Vic                 |
| Sergio Murga Morejón       | UE La Jonquera         |
| Narcís Barrera Vilert      | Palamós CF             |
| David Busquets Sala        | UE Vic                 |
| Joan Pujol Farrés          | Girona FC B            |
| Guillem Pérez Serra        |                        |
| Henry Edgar Gilham Gracia  | UE La Jonquera (cedit) |
| Albert Moñino Turró        | UE La Jonquera         |
| Mahamadou Jabbie Bagaba    | Girona FC B            |
| Pol Compte Rosell          | UE La Jonquera         |
| Marc Bonaventura Vallmajor | Girona FC B (cedit)    |
| Àlex Arimany Flores        |                        |

## Resultats
| Amistosos |

| 25 juliol 2015 | UE Figueres | 0 – 1                                  | UE Olot   | Figueres |  |
| 19:00          |             | Mundo Deportivo L'Esportiu UE Figueres | 3' Santos | Municipal de Vilatenim · 450 espectadors · David Garcia Rosel · Sergi Font Portell · Isaac Rodríguez Ventura · |  |

| 6 agost 2015                                         | UE Olot     | 1 – 0           | UE Figueres | Banyoles                                                               |  |
| 20:00 [Partit de 45 minuts] XLVI Torneig de l'Estany | Sánchez 42' | Mundo Deportivo |             | Nou Municipal de Banyoles · 300 espectadors · Samuel Hernández Ramos · |  |

| 6 agost 2015                                         | CE Banyoles | 0 – 2           | UE Figueres                | Banyoles                                                               |  |
| 21:00 [Partit de 45 minuts] XLVI Torneig de l'Estany |             | Mundo Deportivo | 13' del Campo · 44' Revert | Nou Municipal de Banyoles · 300 espectadors · Samuel Hernández Ramos · |  |

| Copa Catalunya |

| 1 agost 2015                         | CF Peralada                          | 0 – 0 (pp.)                 | UE Figueres                                 | Peralada |                                             |
| 20:00 1a ronda                       |                                      | Mundo Deportivo UE Figueres |                                             | Municipal de Peralada · 300 espectadors · Carlos Calderiña Pavón · Víctor Orgaz Serran · Salvador Tomás López · |                                             |
|                                      |                                      | Tanda de penals             |                                             | |                                             |
| Sergio G. · Borja G. · Feixas · Sala | Sergio G. · Borja G. · Feixas · Sala | 3 – 5                       | del Campo · Masó · Grau · Mercader · Pèlach | del Campo · Masó · Grau · Mercader · Pèlach                                                                     | del Campo · Masó · Grau · Mercader · Pèlach |

| 8 agost 2015   | UE Figueres   | 1 – 0                       | UE Olot | Figueres |  |
| 20:00 2a ronda | del Campo 82' | Mundo Deportivo UE Figueres |         | Municipal de Vilatenim · 400 espectadors · Víctor Garcia Verdura · Juanjo Cardenal Vargas · Eduardo Hernández Cacho · |  |

| 15 agost 2015  | UE Figueres   | 1 – 0                       | Cerdanyola del Vallès FC | Figueres |  |
| 20:00 3a ronda | del Campo 24' | Mundo Deportivo UE Figueres |                          | Municipal de Vilatenim · 350 espectadors · Daniel López Morente · Juan Manuel García Gómez · Gerard Brull Acerete · |  |

| 7 octubre 2015                       | UE Figueres                          | 0 – 0 (pp.)                            | FC Barcelona B              | Figueres |                             |
| 21:00 Quarts de final                |                                      | Mundo Deportivo L'Esportiu UE Figueres |                             | Municipal de Vilatenim · 700 espectadors · Víctor Garcia Verdura · Sergi Jacas Puig · Santiago Molina Manzano · |                             |
|                                      |                                      | Tanda de penals                        |                             | |                             |
| del Campo · Pèlach · Romero · Venzal | del Campo · Pèlach · Romero · Venzal | 1 – 3                                  | Quintillà · Cámara · Gumbau | Quintillà · Cámara · Gumbau                                                                                     | Quintillà · Cámara · Gumbau |

| Tercera Divisió-Grup 5 |

| 23 agost 2015   | Cerdanyola del Vallès FC | 0 – 0                       | UE Figueres | Cerdanyola del Vallès                                                                                              |  |
| 19:00 Jornada 1 |                          | Mundo Deportivo UE Figueres |             | Municipal Les Fontetes · 250 espectadors · Sergio Guijarro Álvarez · Daniel López Jiménez · Tània Jiménez Jornet · |  |

| 29 agost 2015   | UE Figueres             | 3 – 0                       | FC Ascó | Figueres |  |
| 20:00 Jornada 2 | Revert 17' (p.) 33' 65' | Mundo Deportivo UE Figueres |         | Municipal de Vilatenim · 350 espectadors · Carlos Rodríguez Enrique · David López Jiménez · Xavier Codina Casanovas · |  |

| 6 setembre 2015 | FC Vilafranca | 1 – 3                       | UE Figueres                            | Vilafranca del Penedès |  |
| 18:00 Jornada 3 | Triguero 6'   | Mundo Deportivo UE Figueres | 61' Revert · 64' Varese · 79' Casanova | Municipal d'Esports de Vilafranca · 200 espectadors · Juan Manuel Martín Varas · Marcos López Jiménez · Javier Martín Varas · |  |

| 13 setembre 2015 | UE Figueres | 1 – 1                       | CD Morell | Figueres |  |
| 16.30 Jornada 4  | Revert 89'  | Mundo Deportivo UE Figueres | 50' Oribe | Municipal de Vilatenim · 350 espectadors · Alejandro Carrillo Vílchez · Bernat Pedrol Vozmediano · Max Van Esso Castellet · |  |

| 20 setembre 2015 | UE Figueres | 0 – 1                       | CF Gavà  | Figueres |  |
| 16:30 Jornada 5  |             | Mundo Deportivo UE Figueres | 40' Cano | Municipal de Vilatenim · 350 espectadors · Gerard Castellet Julià · Brian Valencia López · Ricard Vidal Vicente · |  |

| 27 setembre 2015 | CD Masnou  | 1 – 1                       | UE Figueres | El Masnou |  |
| 12:30 Jornada 6  | Alabau 59' | Mundo Deportivo UE Figueres | 70' Pèlach  | Camp municipal d'esports · 200 espectadors · Carlos Albelda Barcena · Carlos Pérez Amador · Marcos Fernández Quintero · |  |

| 4 octubre 2015  | UE Figueres                                             | 4 – 0                       | Palamós CF | Figueres |  |
| 16:30 Jornada 7 | Brugué 62' · Rodríguez 73' · del Campo 80' · Varese 88' | Mundo Deportivo UE Figueres |            | Municipal de Vilatenim · 400 espectadors · Xavier Bertomeu Garcia · Víctor Orgaz Serran · José María Rodríguez Enrique · |  |

| 11 octubre 2015 | CE Júpiter              | 2 – 0                       | UE Figueres | Barcelona |  |
| 12:00 Jornada 8 | Darbra 19' · Kanteh 89' | Mundo Deportivo UE Figueres |             | Camp de la Verneda · 350 espectadors · Sergi Carrero Romera · Edgar Carmona Martínez · Guillem Mensa Mocunill · |  |

| 18 octubre 2015 | UE Figueres | 0 – 0                       | Santfeliuenc FC | Figueres |  |
| 16:30 Jornada 9 |             | Mundo Deportivo UE Figueres |                 | Municipal de Vilatenim · 350 espectadors · Àlex Gómez Meneses · Alberto Hernández Ortiz · Xavier López Roure · |  |

| 25 octubre 2015  | EC Granollers            | 2 – 1                       | UE Figueres | Granollers |  |
| 12:00 Jornada 10 | Rodríguez 46' · Cano 78' | Mundo Deportivo UE Figueres | 47' Vidal   | Municipal Carrer Girona · 200 espectadors · Raúl Calle Martínez · Adrià de la Fuente Domingo · Jesús Martínez Navarro · |  |

| 28 octubre 2015  | UE Figueres                   | 3 – 1                       | Terrassa FC  | Figueres |  |
| 20:30 Jornada 11 | Revert 20' · Casanova 39' 41' | Mundo Deportivo UE Figueres | 30' Martínez | Municipal de Vilatenim · 250 espectadors · José Antonio Fernández Morillo · David López Jiménez · Javier Martín Varas · |  |

| 1 novembre 2015  | AE Prat     | 1 – 1                       | UE Figueres   | El Prat de Llobregat |  |
| 12:00 Jornada 12 | Sánchez 88' | Mundo Deportivo UE Figueres | 86' Rodríguez | Complex Esportiu Municipal Sagnier · 700 espectadors · Bruno Montoro Ferreiro · Alejandro Álvarez Molina · Kevin Pérez Asensio · |  |

| 8 novembre 2015  | UE Figueres | 0 – 0                       | CE Europa | Figueres |  |
| 16.30 Jornada 13 |             | Mundo Deportivo UE Figueres |           | Municipal de Vilatenim · 450 espectadors · Jordi Molina Fernández · Miguel Enríquez Expósito · Bernat Mas López · |  |

| 15 novembre 2015 | CF Peralada | 1 – 1                       | UE Figueres | Peralada                                                                                                 |  |
| 17:00 Jornada 14 | Mas 56'     | Mundo Deportivo UE Figueres | 88' Vidal   | Municipal de Peralada · 900 espectadors · David Garcia Rosel · Sergi Rigau Garcia · Jordi Fulla Planas · |  |

| 22 novembre 2015 | UE Figueres | 1 – 0                       | AEC Manlleu | Figueres |  |
| 16.30 Jornada 15 | Vidal 93'   | Mundo Deportivo UE Figueres |             | Municipal de Vilatenim · 300 espectadors · Óscar Carballo Vázquez · Carlos Eduardo Sidoine Farfan · Marcos Fernández Quintero · |  |

| 29 novembre 2015 | UE Rubí               | 2 – 1                       | UE Figueres  | Rubí |  |
| 12:00 Jornada 16 | Romo 18' · Morell 54' | Mundo Deportivo UE Figueres | 1' Chabboura | Estadi Municipal Can Rosés · 350 espectadors · Àlex Gómez Meneses · Pol Roig Portell · Joan Ponce Moreno · |  |

| 13 desembre 2015 | UE Figueres   | 1 – 3                       | CE Sabadell FC B             | Figueres |  |
| 12.00 Jornada 17 | Chabboura 88' | Mundo Deportivo UE Figueres | 4' Marcet · 33' 86' Martínez | Municipal de Vilatenim · 400 espectadors · Carlos Albelda Bárcena · Sergio García Cobos · Xavier Codina Casanovas · |  |

| 19 desembre 2015 | UE Sant Andreu | 1 – 0                       | UE Figueres | Barcelona                                                                                              |  |
| 19:00 Jornada 18 | Yagüe 54'      | Mundo Deportivo UE Figueres |             | Municipal Narcís Sala · 800 espectadors · Gonzalo Romero Freixas · Karim Mansouri · Josep Ollé Lladó · |  |

| 3 gener 2016     | UE Figueres | 0 – 2                       | CF Muntanyesa               | Figueres |  |
| 16:30 Jornada 19 |             | Mundo Deportivo UE Figueres | 35' Martínez · 85' Velillas | Municipal de Vilatenim · 350 espectadors · Oliver Castaño Coso · Joel Luceño Soriano · Tània Jiménez Jornet · |  |

| 10 gener 2016    | UE Figueres                 | 2 – 0                       | Cerdanyola del Vallès FC | Figueres |  |
| 12.00 Jornada 20 | Casanova 22' · Mercader 89' | Mundo Deportivo UE Figueres |                          | Municipal de Vilatenim · 350 espectadors · Sergi Carrero Romera · Guillem Mensa Moncunill · Edgar Carmona Martínez · |  |

| 16 gener 2016    | FC Ascó | 0 – 2                       | UE Figueres                 | Ascó                                                                                                |  |
| 18:00 Jornada 21 |         | Mundo Deportivo UE Figueres | 26' Casanova · 51' Vilanova | Municipal d'Ascó · 115 espectadors · Brian Díaz Díaz · Sergio Álvarez Ubric · Carlos Pérez Amador · |  |

| 24 gener 2016    | UE Figueres  | 1 – 2                       | FC Vilafranca             | Figueres |  |
| 12.00 Jornada 22 | del Campo 5' | Mundo Deportivo UE Figueres | 36' Gestí · 84' Gutiérrez | Municipal de Vilatenim · 400 espectadors · Juan Manuel Martín Varas · Miguel Enríquez Expósito · Miguel Ángel Moreno Villaécija · |  |

| 30 gener 2016    | CD Morell | 0 – 1                       | UE Figueres   | El Morell |  |
| 17.00 Jornada 23 |           | Mundo Deportivo UE Figueres | 93' Chabboura | Camp municipal de futbol · 150 espectadors · Xavier Bertomeu Garcia · José María Rodríguez Enrique · Miguel Ángel Navarro Sáez · |  |

| 7 febrer 2016    | CF Gavà       | 1 – 0                       | UE Figueres | Gavà |  |
| 12:30 Jornada 24 | Escoruela 68' | Mundo Deportivo UE Figueres |             | Estadi Municipal la Bòbila · 150 espectadors · Adrià Picazo Hernández · Jesús Gimeno Solans · Gerard Creus Soler · |  |

| 14 febrer 2016   | UE Figueres                              | 3 – 1                       | CD Masnou        | Figueres |  |
| 12:00 Jornada 25 | Varese 31' · Casanova 64' · Vilanova 84' | Mundo Deportivo UE Figueres | 78' (p.p.) Vidal | Municipal de Vilatenim · 400 espectadors · Arnau Llopart Carbó · Bernat Pedrol Vozmediano · Lluís Espallargas Casellas · |  |

| 21 febrer 2016   | Palamós CF | 1 – 0                       | UE Figueres | Palamós |  |
| 12:00 Jornada 26 | Feixas 65' | Mundo Deportivo UE Figueres |             | Nou Estadi de Palamós · 500 espectadors · Carlos Ferrero Mansilla · Alberto Hernández Ortiz · Enric Bureu Méndez · |  |

| 27 febrer 2016   | UE Figueres  | 1 – 2                       | CE Júpiter              | Figueres |  |
| 18:00 Jornada 27 | Vilanova 18' | Mundo Deportivo UE Figueres | 41' Solano · 49' Darbra | Municipal de Vilatenim · 250 espectadors · Rubén Mancera Antón · Aleix Roig Antoja · Juan José Cardenal Vargas · |  |

| 2 març 2016      | Santfeliuenc FC            | 2 – 3                       | UE Figueres                               | Sant Feliu de Llobregat |  |
| 20:00 Jornada 28 | Campos 77' · Sarmiento 92' | Mundo Deportivo UE Figueres | 15' Chabboura · 34' Brugué · 49' Casanova | Nou Estadi Municipal de Les Grasses · 250 espectadors · Carlos Calderiña Pavón · Marc Padrós Baciero · Miguel Enríquez Expósito · |  |

| 6 març 2016      | UE Figueres                                                | 4 – 0                       | EC Granollers | Figueres |  |
| 12:30 Jornada 29 | Mercader 1' · Vilanova 15' · del Campo 57' · Chabboura 89' | Mundo Deportivo UE Figueres |               | Municipal de Vilatenim · 250 espectadors · Cristian López Carballo · Guillem Mensa Moncunill · Sergi Jacas Puig · |  |

| 14 març 2016     | Terrassa FC | 1 – 0                       | UE Figueres | Terrassa |  |
| 17:00 Jornada 30 | Borges 58'  | Mundo Deportivo UE Figueres |             | Estadi Olímpic de Terrassa · 700 espectadors · Xavier Bertomeu Garcia · Sergio Manjón Villazala · Marcos Fernández Quintero · |  |

| 20 març 2016     | UE Figueres  | 1 – 0                       | AE Prat | Figueres |  |
| 16:30 Jornada 31 | Casanova 20' | Mundo Deportivo UE Figueres |         | Municipal de Vilatenim · 350 espectadors · Bruno Montoro Ferreiro · Alejandro Álvarez Molina · Daniel Vilardell Funes · |  |

| 3 abril 2016     | CE Europa | 1 – 1                       | UE Figueres  | Barcelona                                                                                                   |  |
| 12:00 Jornada 32 | Rita 50'  | Mundo Deportivo UE Figueres | 23' Casanova | Nou Sardenya · 500 espectadors · Raúl Calle Martínez · Jesús Martínez Navarro · Pablo de la Iglesia Muñoz · |  |

| 10 abril 2016    | UE Figueres                 | 2 – 0                       | CF Peralada | Figueres                                                                                                 |  |
| 16:30 Jornada 33 | Serramitja 45' · Brugué 73' | Mundo Deportivo UE Figueres |             | Municipal de Vilatenim · 700 espectadors · Sergio Guijarro Álvarez · Karim Mansouri · Josep Ollé Lladó · |  |

| 17 abril 2016    | AEC Manlleu                | 2 – 1                       | UE Figueres | Manlleu |  |
| 17:00 Jornada 34 | Marimon 18' · Keumanga 87' | Mundo Deportivo UE Figueres | 28' Revert  | Estadi Municipal de Manlleu · 350 espectadors · Brian Díaz Díaz · Miguel Enríquez Expósito · Daniel Galera Serrano · |  |

| 24 abril 2016    | UE Figueres             | 2 – 1                       | UE Rubí  | Figueres |  |
| 16:30 Jornada 35 | Cunill 63' · Venzal 87' | Mundo Deportivo UE Figueres | 75' Romo | Municipal de Vilatenim · 300 espectadors · Carlos Rodríguez Enrique · José María Rodríguez Enrique · Miguel Ángel Navarro Sáez · |  |

| 30 abril 2016    | CE Sabadell FC B     | 2 – 0                       | UE Figueres | Castellar del Vallès |  |
| 20:00 Jornada 36 | Civil 51' · Mañé 87' | Mundo Deportivo UE Figueres |             | Camp Municipal Pepín Valls · 150 espectadors · Juan Manuel Martín Varas · Joan Ponce Moreno · Guillem Mensa Moncunill · |  |

| 8 maig 2016      | UE Figueres       | 2 – 2                       | UE Sant Andreu          | Figueres |  |
| 16:30 Jornada 37 | Chabboura 27' 59' | Mundo Deportivo UE Figueres | 67' Cortés · 80' García | Municipal de Vilatenim · 200 espectadors · Jordi Molina Fernández · Adrià de la Fuente Domingo · David Rovira Campà · |  |

| 15 maig 2016     | CF Muntanyesa                         | 3 – 1                       | UE Figueres   | Barcelona |  |
| 12:30 Jornada 38 | García 13' · Pérez 70' · Velillas 83' | Mundo Deportivo UE Figueres | 69' Chabboura | Camp Municipal de Nou Barris · 600 espectadors · Víctor Garcia Verdura · Sergi Jacas Puig · Miguel Enríquez Expósito · |  |

## Classificació
| Pos. | Equip                    | J  | G  | E  | P  | GF | GC | DG  | pts. |
| --- | ------------------------ | -- | -- | -- | -- | -- | -- | --- | ---- |
| 1r | AE Prat                  | 38 | 20 | 16 | 2  | 62 | 26 | +36 | 76   |
| 2n | CF Gavà                  | 38 | 18 | 16 | 4  | 69 | 38 | +31 | 70   |
| 3r | CE Europa                | 38 | 18 | 14 | 6  | 60 | 33 | +27 | 68   |
| 4t | FC Vilafranca            | 38 | 20 | 6  | 12 | 68 | 55 | +13 | 66   |
| 5è | CF Muntanyesa            | 38 | 19 | 8  | 11 | 52 | 35 | +17 | 65   |
| 6è | CE Sabadell FC B         | 38 | 17 | 11 | 10 | 57 | 41 | +16 | 62   |
| 7è | UE Sant Andreu           | 38 | 15 | 10 | 13 | 54 | 46 | +8  | 55   |
| 8è | Cerdanyola del Vallès FC | 38 | 15 | 9  | 14 | 52 | 50 | +2  | 54   |
| 9è | CE Júpiter               | 38 | 15 | 6  | 17 | 59 | 68 | -9  | 51   |
| 10è | UE Figueres              | 38 | 14 | 9  | 15 | 48 | 40 | +8  | 51   |
| 11è | FC Ascó                  | 38 | 12 | 13 | 13 | 35 | 43 | -8  | 49   |
| 12è | Palamós CF               | 38 | 11 | 15 | 12 | 54 | 54 | 0   | 48   |
| 13è | Terrassa FC              | 38 | 14 | 6  | 18 | 43 | 61 | -18 | 48   |
| 14è | CF Peralada              | 38 | 11 | 14 | 13 | 50 | 54 | -4  | 47   |
| 15è | AEC Manlleu              | 38 | 14 | 5  | 19 | 44 | 58 | -14 | 47   |
| 16è | Santfeliuenc FC          | 38 | 11 | 12 | 15 | 47 | 55 | -8  | 45   |
| 17è | EC Granollers            | 38 | 12 | 8  | 18 | 52 | 63 | -11 | 44   |
| 18è | UE Rubí                  | 38 | 10 | 9  | 19 | 38 | 57 | -19 | 39   |
| 19è | CD Morell                | 38 | 7  | 7  | 24 | 29 | 69 | -40 | 28   |
| 20è | CD Masnou                | 38 | 6  | 8  | 24 | 40 | 67 | -17 | 26   |
| En groc, els equips que disputaren la fase de promoció a Segona B, i en vermell, els que descendiren a Primera catalana. |                          |    |    |    |    |    |    |     |      |

## Estadístiques individuals
| Jugador                  | P. | T. | S. | M.   | G. | A. | TG | TV |
| ------------------------ | -- | -- | -- | ---- | -- | -- | -- | -- |
| Pedro del Campo González | 36 | 34 | 2  | 3040 | 3  | 5  | 4  | 0  |
| Antoni Cunill Pérez      | 34 | 33 | 1  | 2948 | 1  | 1  | 9  | 1  |
| Ferran Grau Suñé         | 33 | 33 | 0  | 2706 | 0  | 3  | 13 | 0  |
| Roger Vidal Corominas    | 30 | 29 | 1  | 2578 | 3  | 0  | 9  | 0  |
| Joaquim Rodríguez Vicens | 28 | 27 | 1  | 2303 | 2  | 2  | 2  | 0  |
| Sergi Romero Moreno      | 28 | 24 | 4  | 2276 | 0  | 0  | 5  | 0  |
| Adrià Casanova Clusells  | 37 | 26 | 11 | 2267 | 9  | 4  | 1  | 0  |
| Santiago Varese          | 27 | 25 | 2  | 2060 | 3  | 1  | 5  | 2  |
| Marc Serramitja Taberner | 33 | 23 | 10 | 2043 | 1  | 1  | 5  | 0  |
| Ricard Mercader Frigola  | 31 | 24 | 7  | 1959 | 2  | 0  | 4  | 0  |
| Ramon Masó Vallmajó      | 21 | 20 | 1  | 1848 | 0  | 0  | 9  | 0  |
| Narcís Pèlach Nadal      | 27 | 19 | 8  | 1813 | 1  | 1  | 9  | 1  |
| Aleix Prunés Aguilar     | 20 | 19 | 1  | 1765 | 0  | 0  | 4  | 0  |
| Xavier Gallego Llauró    | 20 | 20 | 0  | 1745 | 0  | 0  | 1  | 0  |
| Javier Revert Peris      | 22 | 18 | 4  | 1523 | 7  | 0  | 1  | 0  |
| Cristian Venzal Moreno   | 26 | 10 | 16 | 1164 | 1  | 0  | 4  | 0  |
| Eric Vilanova Gifra      | 16 | 14 | 2  | 1106 | 4  | 0  | 5  | 0  |
| Roger Brugué Ayguadé     | 30 | 8  | 22 | 1105 | 3  | 2  | 3  | 0  |
| Mohamed Chabboura Houh   | 20 | 7  | 13 | 744  | 8  | 1  | 2  | 0  |
| Alexis Sánchez Ruiz      | 8  | 5  | 3  | 530  | 0  | 0  | 1  | 0  |
| David Costa Rodríguez    | 2  | 0  | 2  | 16   | 0  | 0  | 0  | 0  |
| Ivan Vargas Balmon       | 1  | 0  | 1  | 14   | 0  | 0  | 0  | 0  |